# اک،پا-دو-کله
اک (به فرانسوی: Acq) یک کمون در فرانسه است که در پا-دو-کاله واقع شده‌است. اک ۴٫۸۶ کیلومتر مربع مساحت دارد ۹۱ متر بالاتر از سطح دریا واقع شده‌است.